# 竹村次郎
竹村 次郎（たけむら じろう、1933年8月26日 - 2023年1月9日）は、日本の作曲家・編曲家。東京都出身。

## 人物
歌手のコンサートの際のビッグバンド用の編曲を数多くこなした。
大の阪神タイガースファンであり、阪神タイガース関連の歌の作曲も行った。
作曲家というより編曲家の仕事が多く、日本レコード大賞受賞の都はるみの「北の宿から」、大川栄策の「さざんかの宿」などを手掛けた。
また大手芸能事務所：サンミュージックの役員や顧問を務め、同社所属歌手を中心に歌唱レッスンなどをしていた。
2023年1月9日、東京都の自宅にて肺炎のため死去。89歳没。同年、第65回日本レコード大賞特別功労賞を受賞した

## 主な作曲・編曲楽曲
- 青江三奈
  - 「伊勢佐木町ブルース」（編曲）
  - 「新宿サタデー・ナイト」（編曲）
  - 「ゆきずり」（編曲）
  - 「盛岡ブルース」（編曲）
  - 「大阪ブルース」（編曲）

- 芦川よしみ
  - 「花火」（編曲）
  - 「雪ごもり」（編曲）

- 五木ひろし
  - 「今日だけは」（編曲）
  - 「ふたりの夜明け」（編曲）
  - 「愛別」（編曲）

- 大川栄策
  - 「さざんかの宿」（編曲）

- 大月みやこ
  - 「愛染パラパラ」（編曲）
  - 「大阪ごころ」（編曲）
  - 「大阪ふたりづれ」（編曲）
  - 「乱れ花」（編曲）

- 春日八郎
  - 「倖せごっこ」（編曲）
  - 「故郷ってなんだろう」（編曲）

- 加藤登紀子
  - 「知床旅情」（編曲）

- 研ナオコ
  - 「大都会のやさぐれ女」（編曲）

- 小林幸子
  - 「気まぐれなわたし」（編曲）

- 酒井法子
  - 「のりピー音頭」（編曲）

- 水前寺清子
  - 「いつかは逢えるだろう」（編曲）

- ちあきなおみ
  - 「かなしい唇」（編曲）

- 天童よしみ
  - 「みちのく慕情」（編曲）

- 道上洋三
  - 阪神タイガースかぞえ唄

- ピーター
  - 「女と女」（編曲）

- 日吉ミミ
  - 「おじさまとデート」（編曲）
  - 「ピリオッド」（編曲）

- 藤あや子
  - 「おんな」（編曲）

- 藤圭子
  - 「街の子」（編曲）
  - 「恋の雪割草」（編曲）
  - 「涙の越前海岸」（編曲）
  - 「あなたの噂」（編曲）

- 舟木一夫
  - 「どうしているかい」（編曲）

- 牧村三枝子
  - 「少女は大人になりました」（作曲・編曲）
  - 「若狭の宿」（編曲）
  - 「男ごころ」（編曲）
  - 「奥能登・冬の旅」（編曲）
  - 「北のかもめ」（編曲）
  - 「悲しい歌のくりかえし」（編曲）

- 美川憲一
  - 「あたし」（編曲）
  - 「釜山港へ帰れ」（編曲）

- 都はるみ
  - 「港町」（編曲）
  - 「おんなの海峡」（編曲）
  - 「北の宿から」（編曲）
  - 「雨やどり」（編曲）
  - 「なんで女に」（編曲）
  - 「大東京音頭」（編曲）
  - 「さよなら海峡」（編曲）

- 森進一
  - 「悲恋」（編曲）
  - 「くちべに怨歌」（編曲）
  - 「京都去りがたし」（編曲）

- 八代亜紀
  - 「雨の港町」（編曲）
  - 「愛の終着駅」（編曲）
  - 「哀歌」（編曲）
  - 「故郷へ…」（編曲）
  - 「只今恋のド真中」（編曲）
  - 「粉雪の手紙」（編曲）
  - 「涙の最終列車」（編曲）
  - 「夢待草」（編曲）

## 映画音楽
- 混血児リカ（1972年）
- 地獄（1999年）